# Ernst Mach
Ernst Mach (Brno, 18 februari 1838 – Vaterstetten, 19 februari 1916) was een Oostenrijkse natuurkundige en filosoof. Hij is bekend om zijn bijdragen aan de natuurkunde, zoals het getal van Mach en zijn studie van schokgolven. Als wetenschapsfilosoof had hij grote invloed op het logisch positivisme. Hij had kritiek op de - abstracte - absolute ruimte van Isaac Newton en was als relativist een voorloper van de relativiteitstheorie van Albert Einstein.

## Levensloop
Mach studeerde wiskunde en natuurkunde aan de universiteit van Wenen. Hij werkte vanaf 1864 aan de universiteit van Graz, werd in 1867 hoogleraar experimentele natuurkunde in Praag en in 1895 hoogleraar filosofie in Wenen.
Mach toonde experimenteel het dopplereffect aan in lichtgolven in 1861 en vloeistofgolven in 1878. De methoden van Mach vonden toepassing in de astrofysica, waar ze nog steeds gebruikt worden om via de roodverschuiving de snelheid van hemellichamen ten opzichte van de aarde vast te stellen. Ook leverde hij een bijdrage aan de optica, aan schaduwranden zijn de lijnen van Mach te zien, het is een subjectief fenomeen.
Mach deed ook belangrijk werk op het gebied van de wetenschapsfilosofie, en schreef over de geschiedenis van de natuurwetenschappen. Ook schreef hij leerboeken voor de natuurkunde.

## De empiristische filosofie van Mach
Mach wilde de empirische wetenschappen zuiveren van metafysische verontreiniging en de empirische inhoud van wetenschappelijke kennis onderzoeken. Hij probeerde wetenschappelijke begrippen te herleiden tot de psychologische gewaarwording  van mensen. De wereld bestaat uit een geheel van gewaarwordingen die zijn samengesteld uit elementen zoals kleur, geluid, warmte, enz. Alle kennis is te reduceren tot deze gewaarwordingen volgens Mach. Om onze kennis economisch in te richten, gebruiken we ook begrippen die niet rechtstreeks aansluiten bij onze gewaarwording.
Bijvoorbeeld het begrip "stoel" sluit niet aan bij de gewaarwording ervan, want daarin treffen we alleen de elementen kleur en hardheid aan. Het begrip "stoel" is volgens Mach dan ook een constructie, een economische ordening waarin ervaring wordt samengevat. Wat voor het begrip stoel geldt, gaat volgens Mach ook op voor wetenschappelijke kennis. Wetenschappelijke wetten zijn volgens Mach niets anders dan economische samenvattingen van gewaarwordingen. Uiteindelijk werd Mach met dezelfde problemen geconfronteerd als de empirische psychologie. Waar en hoe worden algemene uitspraken (wetten) geconstrueerd?

## Machiaanse principes
Aan Mach wordt een aantal principes toegeschreven voortkomend uit zijn ideaal van fysieke theorievorming, tegenwoordig genoemd machiaanse fysica, namelijk:
- De theorie moet volledig worden gebaseerd op direct waarneembare verschijnselen (in overeenstemming met zijn positivistische inslag)
- Abstracties zoals absolute ruimte en absolute tijd dienen vermeden te worden: alles is relatief
- Alle verschijnselen die schijnbaar toe te schrijven zijn aan absolute ruimte en tijd (bijvoorbeeld inertie en middelpuntvliedende kracht) moeten worden gezien als effecten van de grootschalige verdeling van materie in het universum

Dit laatste principe is met name door Albert Einstein als hét principe van Mach gepresenteerd. Het is door Einstein aangehaald als een van de drie principes die ten grondslag liggen aan de algemene relativiteitstheorie. In 1930 verklaarde hij dat "het gerechtvaardigd is om Mach te beschouwen als de voorloper van de algemene relativiteitstheorie", hoewel Mach Einsteins theorie verwierp. Einstein was zich ervan bewust dat zijn theorieën niet alle principes van Mach vervullen. Ondanks aanzienlijke inspanning heeft hij geen verdere theorie kunnen vormen.

## Publicaties
- Die Mechanik in ihrer Entwicklung, Leipzig, 1883.
- Beiträge zur Analyse der Empfindungen, Jena, 1886.
- Erkenntnis und Irrtum, Leipzig, 1905.

Vertaling. 
- Natuurkunde, wetenschap en filosofie, Meppel: Boom, 1980.